# La vuelta al mundo (Mortadelo y Filemón)
La vuelta al mundo es una historieta de Mortadelo y Filemón, dibujada y guionizada por el historietista español Francisco Ibáñez, de 48 páginas. La historieta se publicó en junio de 2020

## Trayectoria Editorial
La historieta fue publicada por Magos del Humor el 13 de abril de 2022, siendo la número 214 de dicha colección, mientras que es la número 219 de la Colección Olé.

## Sinopsis
El Súper convoca a Mortadelo y Filemón para que viajen alrededor del mundo con el fin de detener a un superterrorista que quiere  destruir y asesinar todo lo que vea. A través de un plano de enormes dimensiones y de los rumores que oyen en las diversas ciudades, estados y continentes a los que viajan se irán acercando a su objetivo. Así, viajarán a lugares tan diversos como Francia, Italia, Rusia, Egipto, India, China, Nueva York o la jungla africana.

## Comentario
Al igual que en la historieta anterior, Misión por España, encontramos elementos icónicos de los lugares que visitan Mortadelo y Filemón: El Palacio de Buckingham, la estatua de la Libertad, El Coliseo, la Torre Eiffel y El Palacio Longchamp, entre otros.